# Aos (film)
Pour les articles homonymes, voir AOS.
Pour plus de détails, voir Fiche technique et Distribution.
Aos (アオス, Aosu) est un court métrage d'animation japonaise en noir et blanc d'une durée de 9 minutes. Il est réalisé par Yōji Kuri et paraît pour la première fois au Japon en 1964.
Le court-métrage est conçu comme une suite de scènes surréalistes de corps humain destructurés.

## Production
Aos est l'une des expérimentations artistiques réalisées par Yōji Kuri, dans laquelle il critique la société japonaise. La réalisation du court-métrage d'animation en noir et blanc est basée sur des bruits de bouches, des grognements et des gémissements produits par Yoko Ono.

## Fiche technique[2]
- Réalisation : Yōji Kuri
- Production : Kuri Jikken Manga Kobo
- Doublages : Yoko Ono
- Animation : Masamichi Hayashi, Taku Furukawa
- Illustration : Yosuke Inoue